# Mareya micrantha
Mareya micrantha är en törelväxtart som först beskrevs av George Bentham, och fick sitt nu gällande namn av Johannes Müller Argoviensis. Mareya micrantha ingår i släktet Mareya och familjen törelväxter. Inga underarter finns listade i Catalogue of Life.